# Inter Godfather's
El Inter Goodfather's es un equipo de fútbol de las Islas Marianas del Norte que juega en el Campeonato de fútbol de las Islas Marianas del Norte, la primera división de fútbol en el país.

## Historia
Fue fundado en el año 2005 en la capital Saipán con el nombre Fiesta Inter Saipan, el cual cambiaron por su nombre actual en la temporada 2008. Es uno de los equipos fundadores del Campeonato de fútbol de las Islas Marianas del Norte en la temporada inconclusa del 2005 y es el club de fútbol más ganador de la liga con 5 títulos.

## Palmarés
- Campeonato de fútbol de las Islas Marianas del Norte: 5

2007, 2008-P, 2008-O, 2009, 2011